# 娜塔莉·伯恩
娜塔莉·古斯利斯塔亞（英語：Natalia Guslistaya）或稱藝名娜塔莉·伯恩（英語：Natalie Burn），乌克兰裔美国女演員、模特兒、編劇和製片人。知名參演作如電影《浴血任務3》（2014年）、《下坡戮》（2016年）和《極速秒殺2》（2016年）。

## 生平
娜塔莉·伯恩生於烏克蘭基輔。事業以演員、模特兒起步，然後成為編劇及製片人，還擁有製片公司——7天堂製片公司（7Heaven Productions）。2018年4月，伯恩成為美國公民。
2014年在動作片《浴血任務3》中飾演了一名小角色。2015年於電影《逃出绝命岛》（Awaken）中擔任主演、製作構思故事；她表示故事的想法來自在報紙上讀到的一篇文章。。2016年，伯恩參演了《換腦行動》及《極速秒殺2》，同樣是戲份不多的配角；同年還主演智利驚悚片《下坡戮》。
2019年製作並與西恩·派翠克·福納瑞、杜夫·朗格、查克·利德爾及丹尼·崔喬主演動作片《疾速殺機》。

## 外部連結
- 官方网站
- 娜塔莉·伯恩在互联网电影资料库（IMDb）上的資料（英文）
- 娜塔莉·伯恩在爛番茄上的頁面（英文）